# Priorgraben
Der Priorgraben, niedersorbisch Pśerow, ist ein Kanal und Zufluss des Greifenhainer Fließes in Brandenburg.

## Verlauf
Der Graben beginnt auf dem Stadtgebiet von Cottbus und dort im Ortsteil Gallinchen. Je nach Wasserstand der Spree fließt von dort aus dem Naturschutzgebiet Biotopverbund Spreeaue Wasser aus dem Fabrikgraben Gallinchen und dem Zuleiter Wiesengraben Gallinchen zu. Der Graben verläuft in diesem Bereich parallel in nordnordwestlicher Richtung zur Spree und wird als Wiesengraben Gallinchen bezeichnet. Er unterquert die Bundesautobahn 15, die in diesem Bereich von West nach Ost verläuft, und fließt vorzugsweise in nordwestlicher Richtung durch das Cottbuser Stadtgebiet bis zur Spremberger Vorstadt. Nördlich des Steinteichs, zu dem keine Verbindung (mehr?) besteht, verlässt er das Stadtgebiet und erreicht die Gemarkung der Gemeinde Kolkwitz.
Im weiteren Verlauf fließt er in westlicher Richtung. Rund 1,4 km westlich der Gemeindegrenze von Kolkwitz zu Cottbus fließen von Norden- und Süden der Moorgraben zu. Der Priograben erreicht nach weiteren rund 1,6 km das Glinziger Teich- und Wiesengebiet. Dort fließt von Süden der Lapainzgraben zu. Anschließend verläuft er zunächst südlich, später westlich des Teichgebiets und nimmt dort das Koselmühlenfließ auf.
Südwestlich des Kolkwitzer Ortsteils Kunersdorf zweigt er in östlicher Richtung ab und nimmt aus dem Teichgebiet den von Osten kommenden Teichgraben Glinzig auf. Anschließend fließt er in nordnordwestlicher Richtung und damit südlich von Kunersdorf vorbei, um südöstlich des Wohnplatzes Krieschow Vorwerk nach Norden zu schwenken. Er passiert westlich die Gemeinde Milkersdorf, schwenkt anschließend wieder in nordwestliche Richtung und entwässert schließlich in der Nähe des Kolkwitzer Ortsteils Babow in das Greifenhainer Fließ.

## Geschichte

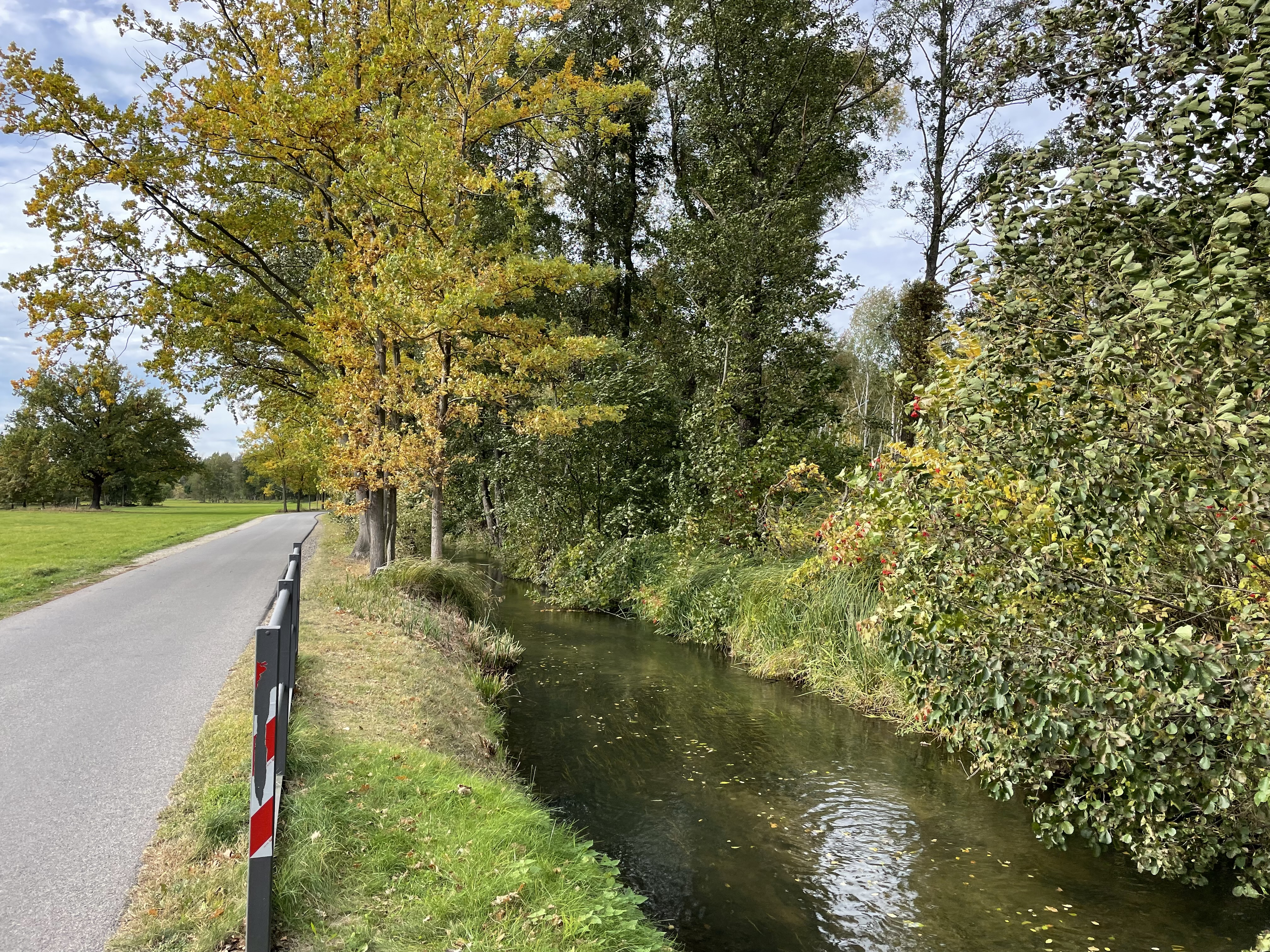
Priorgraben bei Kolkwitz

Der Graben wurde bereits im Jahr 1495 von der Stadt Cottbus angelegt und diente der Wasserversorgung der Glinziger Teiche, die auf Geheiß des Markgrafen Johann von Küstrin entstanden waren. In der Zeit vom 17. bis zum 19. Jahrhundert war dies auch die Hauptaufgabe des Grabens. Zusätzlich sollten die Priorhutungen entwässert werden. Die Bewohner aus Kolkwitz und Ströbitz waren verpflichtet, zum Unterhalt des Kanals Hand- und Spanndienste zu leisten. Dies führte zu Beschwerden der Bauern, die an bis zu drei Tagen zu Diensten gezwungen wurden.
In der Zeit der Industriellen Revolution diente der Kanal der Wasserversorgung zahlreicher Tuchfabriken, darunter ab 1829 eine Anlage des Tuchfabrikanten Johann Friedrich Weber. Er plante weiterhin die Anlage einer Rauhmaschine sowie eine Holzraspelmaschine, die durch das Wasser des Priorgrabens betrieben werden sollte. Der Mühlenbeschneider Pötzschke ließ in dieser Zeit eine Ölmühle und ein Holzraspelwerk errichten. Eine weitere Ölmühle entstand auf Initiative des Mühlenbesitzers Vogel aus Madlow. Ähnliche Pläne verfolgte 1838/1839 der Tuchfabrikant August Sherl, der eine Wollspinnerei und Tuchappretur errichten lassen wollte. Im Jahr 1845 beabsichtigte der Müllermeister Gottlieb Voigt, eine Wassermühle in Ströbitz zu errichten. Eine weitere bedeutsame Anlage entstand 1875 von Hermann Löw mit der postalischen Adresse Priorgraben 1. Neben der Tuchmacherei entstanden in den Folgejahren auf dem Gelände eine Schlosser- und Tischlerwerkstatt, eine Maschinenhalle sowie eine Küche für die Bediensteten.
Neben den bereits genannten Industrieanlagen entstanden weitere Wohngebäude entlang des Priorgrabens, beispielsweise in den 1920er Jahren ein Wohnhaus mit Stallgebäude und Schuppen, das ein Erich Schneider in Kolkwitz errichten ließ. Ab 1929 diente der Graben auch zur Erzeugung von elektrischer Energie durch Wasserkraft.
In der Zeit des Nationalsozialismus erfolgte ein Ausbau des Grabens, um Wasser aus dem Tagebau Greifenhain abzuleiten. In der Zeit der DDR entstand am Graben ein Verwaltungsgebäude der VVB Forstwirtschaft Cottbus. Im 21. Jahrhundert ist der Abschnitt von Madlow bis zur Stadtgrenze des Landkreises für den Angelsport freigegeben. Im Graben kommen Barsche und Plötzen, Gründlinge und Zwergwelse vor. Am Priorgraben befindet sich weiterhin eine Sportanlage, die unter anderem vom FC Energie Cottbus genutzt wird.

## Zustand
Der Oberlauf bis zur Cottbuser Stadtgrenze befindet sich in einem vergleichsweise naturnahen Zustand, während der Unterlauf stark ausgebaut wurde. Um Grubenwasser einzuleiten, wurden im 20. Jahrhundert zahlreiche strukturelle Vereinheitlichungen vorgenommen. In den 1980er Jahren kam es zu einer Verbreiterung des Flussbetts auf bis zu 15 Metern Breite. Zur Verbesserung des ökologischen Zustandes wurden zu Beginn des 21. Jahrhunderts Fischwanderhilfen eingebaut. Die Investitionen beliefen sich von 2002 bis 2012 auf rund fünf Millionen Euro. Der sich zwischenzeitlich abgesetzte Schlamm wurde ausgebaggert, das Bett mit Buhnen aus Holz und Sand wieder verschlankt. Mit Hilfe von Sandbänken und Kies entstanden unterschiedliche Strömungsbereiche, um den Lebensraum für Fische zu verbessern.